# Jardín Botánico del Palacio Monteiro-Mor Lumiar
El Jardín Botánico del Palacio Monteiro-Mor Lumiar (en portugués : Jardim Botânico Palácio do Monteiro-Mor Lumiar) es un jardín botánico de 11 hectáreas de extensión y un palacio localizado en la "Quinta do Monteiro-Mor", en la freguesia de Lumiar, en Lisboa. En el "Inmueble de Interés Público" se albergan el Museu Nacional do Traje y el Museu Nacional do Teatro.

## Localización
Largo Júlio de Castilho Lisboa 1600-483 Lisboa, Portugal.38°45′54″N 9°9′32.4″O / 38.76500, -9.159000
Se cobra una tarifa de entrada.

## Historia
Su nombre se remonta al siglo XVIII cuando D. Henrique de Noronha y D. Fernão Teles da Silva que ocuparan el cargo de Monteiro-Mor.
En los trabajos de plantaciones del parque de 1840, fueron contratados los especialistas más reconocidos tal como el botánico belga Rosenfelder, o el botánico austríaco Friedrich Weldwitsh, o los jardineros Jacob Weist y Otto como los más directos responsables. Fue finalmente el "jardinero" João Batista Possidónio, orgulloso de haber sido discípulo de Jacob Weist, quién, durante más de 25 años (1912) dirigió la conservación del Parque con una enorme dedicación y competencia. 
Una vasta zona verde fue diseñada como jardines a la inglesa, con pequeños románticos arroyos al gusto de la época, cascadas, lagos de diseño natural, fuentes escondidas y estanques poblados de peces exóticos. Aquí se encontraron el poeta Almeida Garrett con la escritora inglesa Mrs. Norton, hija de Thomas Sheridan, autor de "English Laws for Women in the nineteenth century"; el poeta evocó este encuentro en su poesía "No Lumiar" en su célebre obra "Folhas Caídas".

## Cronología

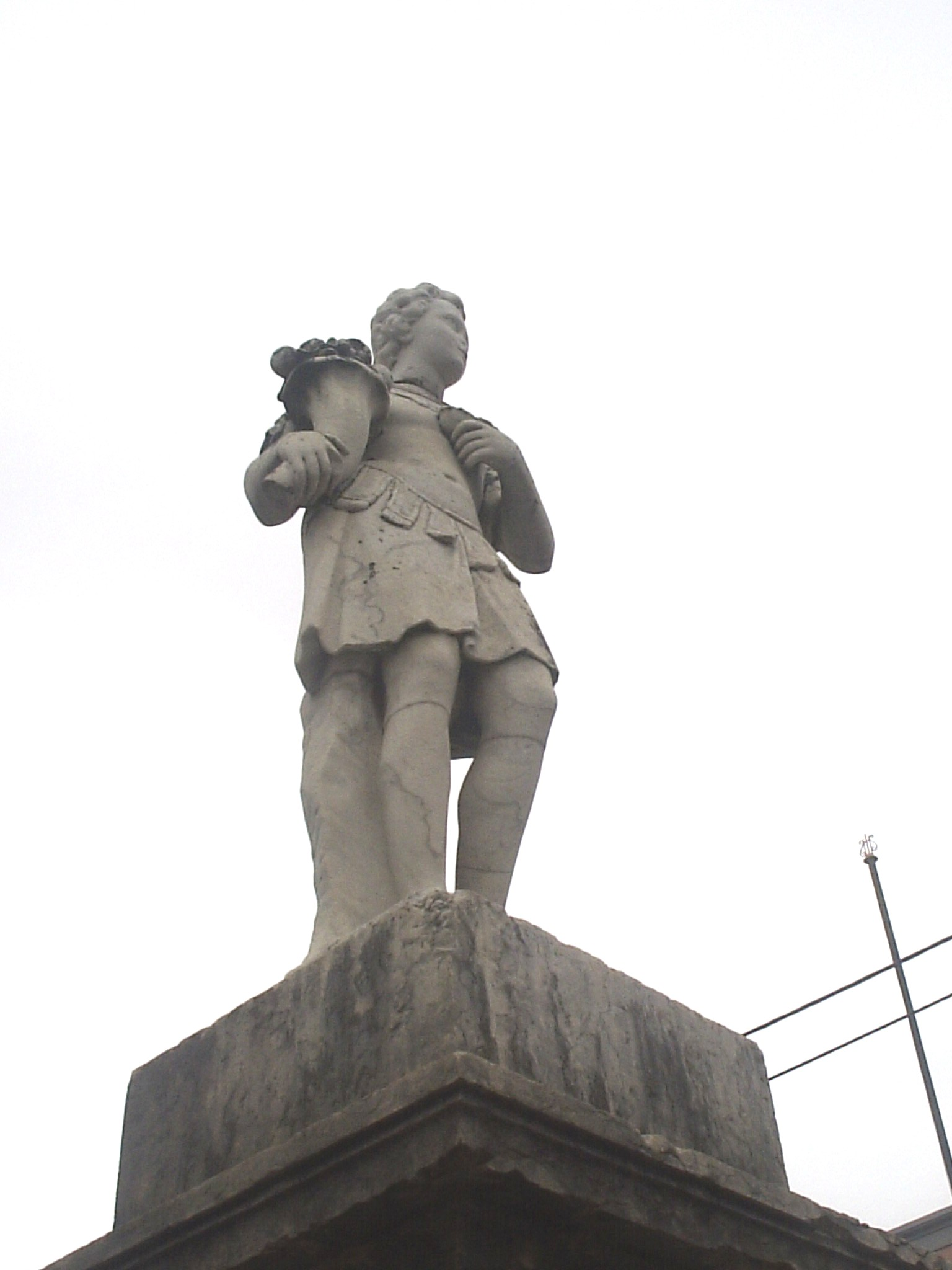
Fuente barroca en la entrada de la "Quinta do Monteiro-Mor".

- Década de 1750 - Iniciado el jardín botánico bajo la dirección de Domenico Vandelli.
- 1793 - El jardín botánico es citado como uno de los más bellos de Lisboa.
- 1840 - Vendido por D. Mariana de Castelo Branco al 1.º marquês do Faial y 2.º duque de Palmela, D. Domingos de Sousa Holstein Beck.
- 1970 - Un incendio destruye casi todo el palacio.
- 1975 - Comprado por el Estado ("Direcção-Geral da Fazenda Pública") al abrigo del Decreto-Ley n.º 558 de 27 de septiembre de 1975.
- 1978 - Creación del Museu Nacional do Teatro.
- 1995 - Inaugurado el Jardim das Esculturas.

## Colecciones
La mayoría de los árboles de gran porte son originales de las plantaciones efectuadas en el siglo XVIII, con especies europeas, y especies exóticas raras americanas, y asiáticas, traídas especialmente de Inglaterra. Entre los ejemplares más destacables Sequoia sempervirens, Araucaria heterophyla. Plantas ornamentales, de porte herbáceo y arbustivo realizando diseños florales.
En el interior del palacio resaltan los azulejos, puertas talladas, las paredes con frescos y techos estucados y pintados. De los anexos del siglo XIX, se destaca el pabellón de té de estructura neogótica. En el parque hay un muro con portones y recubierto de azulejos, con motivos religiosos.